# Кавенчин (Іновроцлавський повіт)
Кавенчин (пол. Kawęczyn, нім. Kawentschin) — село в Польщі, у гміні Ґневково Іновроцлавського повіту Куявсько-Поморського воєводства.
Населення — 310 осіб (2011).
У 1975-1998 роках село належало до Бидгощського воєводства.

## Демографія
Демографічна структура станом на 31 березня 2011 року:
|          | Загалом | Допрацездатний вік | Працездатний вік | Постпрацездатний вік |
| -------- | ------- | ------------------ | ---------------- | -------------------- |
| Чоловіки | 137     | 34                 | 89               | 14                   |
| Жінки    | 173     | 33                 | 87               | 53                   |
| Разом    | 310     | 67                 | 176              | 67                   |